# Philippe Cahuzac
Pour les articles homonymes, voir Cahuzac.
Philippe Cahuzac (16 mai 1941 - 19 mai 2007, Brest), est un linguiste français.
Docteur ès lettres de Paris III en 1984, professeur de linguistique hispanique à l'Université de Bretagne occidentale (UBO), Cahuzac était connu pour ses travaux de recherche sur l'Amérique latine et les Philippines. Il a aussi été vice-président chargé des relations internationales de l'UBO.

## Publications partielles[pasclair]
- Étude onomasiologique du vocabulaire du cheval en Amérique du Sud : Chili, Río de la Plata, Brésil (Rio Grande do Sul), Pérou, Venezuela.